# Alfonso Herrera
Alfonso Herrera (n. 28 august 1983, Ciudad de México, Mexic) este un actor mexican cunoscut pentru rolurile sale din telenovelele mexicane. El este de asemenea membrul grupului muzical RBD, alături de Anahi, Maite Perroni, Christopher von Uckermann, Dulce Maria și Christian Chavez. A mai jucat în „Clase 406” și în „Amar te duele” (2002).

## Discografia cu RBD

### Albume studio în spaniolă
- 2004: Rebelde
- 2005: Nuestro Amor
- 2006: Celestial
- 2007: Empezar Desde Cero
- 2009: Para Olvidarte De Mí

### Albume studio în portugheză
- 2005: Rebelde - Edição Brasil
- 2006: Nosso Amor Rebelde
- 2006: Celestial - Versão Brasil

### Albume studio în engleză
- 2006: Rebels

### Albume live
- 2005: Tour Generación RBD En Vivo
- 2006: Live in Hollywood
- 2007: Hecho En España

### Compilații
- 2007: RBD: Greatest Hits (released only in Spain)
- 2008: Best Of RBD
- 2008: Hits Em Português
- 2008: Greatest Hits RBD (released only in U.S.)
- 2008: My Playlist: Lo Que Escucha RBD (released only in Mexico)

### Alte albume
- 2006: Rebelde Edición Diamante
- 2006: Tour Generación RBD En Vivo Edición Diamante
- 2006: Nuestro Amor Edición Diamante
- 2007: Celestial Fan Edition - CD.DVD
- 2007: Rebels: We Are RBD - Japanese Deluxe Edition CD.DVD
- 2008: Empezar Desde Cero Fan Edition

### Coloană sonoră
- 2007: La Familia

### DVD-uri live
- 2005: Tour Generación RBD En Vivo
- 2006: Live in Hollywood
- 2007: Hecho en España
- 2009: Live in Brasília

### DVD-uri live speciale
- 2007: Live in Rio
- 2007: Confesiones En Concierto: RBD
- 2009: Tour Del Adiós (rumors about the name)

### Compilations DVD's
- 2006: ¿Qué Hay Detrás de RBD?
- 2006: Rebels - DVD
- 2007: Celestial Fan Edition - CD.DVD
- 2007: Así Es RBD (released only in U.S.)
- 2008: Best Of RBD: Video Clipes
- 2008: Greatest Hits RBD: Video Clips (released only in U.S.).

### DVD-ul seriei
- 2007: RBD: La Familia

La începutul anului 2009 trupa RBD s-a despărțit.

## Filmografie Alfonso Herrera
- Camaleones - Sebastian Jaramillo
- Terminales - Leonardo Carral (Leo)
- Volverte a Ver - Pablo
- RBD: La Familia - Poncho(Ponchito)

- Rebelde - Miguel Arango Cevera
- Clase 406 - Juan David Rodriguez Pineda
- Amar te duele - Francisco
- Venezzia - Movie ReleasementTo Be Announced

## Theatre/Performances
- Pillowman - 2008